# Maurice Cosandey
Pour les articles homonymes, voir Cosandey.
Maurice Cosandey, né le 8 février 1918 à Lausanne et mort le 4 décembre 2018, est un ingénieur civil suisse, professeur de constructions métalliques et en bois, et premier président de l'École polytechnique fédérale de Lausanne (EPFL) entre 1969 et 1978.
Il est l'artisan de la transformation de l'École polytechnique de l'université de Lausanne (EPUL) en une école fédérale, et de son déménagement du centre-ville lausannois vers le campus d'Écublens que l'EPFL occupe encore aujourd'hui.

## Biographie
Maurice Cosandey étudie à l'École polytechnique de l'université de Lausanne (EPUL), dont il obtient un diplôme d'ingénieur civil en 1940. Il travaille en tant qu'ingénieur indépendant, entre 1940 et 1944, dans le domaine des constructions métalliques, en bois et en béton armé. En 1944, il rejoint l'entreprise Zwahlen & Mayr SA, à Lausanne, au sein de laquelle il est ingénieur en chef puis directeur adjoint jusqu'en 1963.
En parallèle, il est assistant privé à temps partiel du professeur Fritz Hübner à l'EPUL entre 1940 et 1950. Il est nommé professeur extraordinaire en constructions métalliques et en bois à cette école en 1951, puis professeur ordinaire à partir de 1962.
En 1963, le conseiller d'État vaudois Pierre Oguey lui propose de succéder à Alfred Stucky, directeur de l'EPUL depuis 1940 ; Maurice Cosandey sera directeur de cette école jusqu'en 1969, date de sa transformation en école polytechnique fédérale.
L'une des premières priorités de Maurice Cosandey à la tête de l'EPUL est sa transformation en école fédérale. Deux demandes en ce sens avaient été faites en 1903 par le directeur de l'époque, Adrien Palaz, mais avaient été refusées par le Conseil fédéral. Maurice Cosandey relance l'idée, et la mène à son terme avec l'aide du conseiller fédéral Hans Peter Tschudi et de Jean-Pierre Pradervand, successeur de Pierre Oguey au conseil d'État vaudois. Finalement, la création de l'École polytechnique fédérale de Lausanne est acceptée en 1969, et Maurice Cosandey en devient le premier président.
Maurice Cosandey meurt le 4 décembre 2018 à l'âge de 100 ans.

## École polytechnique fédérale de Lausanne
Afin de permettre l'agrandissement de l'école et son regroupement, Maurice Cosandey organise son déménagement du centre-ville lausannois vers le campus d'Écublens que l'EPFL occupe encore aujourd'hui. Un concours d'aménagement est lancé en 1969, et les premiers bâtiments sont en fonction à partir de 1977.
En parallèle à l'agrandissement de l'école, Maurice Cosandey en modifie également la structure, en l'organisant sous forme de neuf départements au sein desquels sont regroupés par discipline les différents professeurs et collaborateurs. Plusieurs nouvelles sections sont également créées, dont celle de mathématiques en 1969, celle de science des matériaux en 1974 et celle de microtechnique en 1978.
Il reste président jusqu'en 1978, date à laquelle il devient professeur honoraire. La présidence de l'école est ensuite confiée à Bernard Vittoz, l'un de ses proches et le candidat qu'il voulait voir lui succéder.
Entre 1966 et 1977, il est président de l'Association internationale des ponts et charpentes. En 1977, le Conseil fédéral le nomme  président du Conseil des écoles polytechniques fédérales, poste qu'il occupe entre le 1er août 1978 et 1987.  
En 1989, il est nommé docteur honoris causa de l'EPFL, et il reçoit le Mérite cantonal vaudois le 21 janvier 2010.